# Mohamed Tribèche
 (mars 2020).
Pour les articles homonymes, voir Tribèche.
Mohamed Tribèche, né le 14 juin 1964 à Sétif, est un footballeur international algérien. Il a évolué au poste de milieu de terrain.
Il compte 2 sélections en équipe nationale en 1991.

## Biographie
Tribèche a joué son premier match avec l'équipe d'Algérie le 16 décembre 1991 contre le Sénégal dans un match amical qui s'est terminer 3-1 en faveur des algériens.
Son second et dernier match contre le Maroc à Casablanca, un match qui s'est terminer par un nul 1-1.

## Palmarès
- Champion d'Algérie en 1987 avec l'ES Sétif.
- Vice-champion d'Algérie en 1986 avec l'ES Sétif.
- Vainqueur de la Coupe d'Algérie en 1989 avec l'ES Sétif.
- Vainqueur de la Coupe afro-asiatique des clubs en 1989 avec l'ES Sétif.